# Afrida melampages
Afrida melampages är en fjärilsart som beskrevs av Dyar 1914. Afrida melampages ingår i släktet Afrida och familjen trågspinnare. Inga underarter finns listade i Catalogue of Life.